# Морфемний шов
Морфемний шов - це межа між морфемами / морфами, що при морфемному аналізі позначається знаком "-": з-маг-а-тu-∅-с'а, між-держав-н-ий.

## Способи поєднання
Морфемні шви є прозорими у препозиції щодо кореня - між префіксами, а також між префіксом і коренем, поєднаними аглютинативно, тобто шляхом нанизування морфем/ /морфів без зміни їхнього фонемного вираження: по-на-з-біг-а-тu-∅-с' а, пере-роз-по-д'іл-ен-ий. У постпозиції щодо кореня - між суфіксами, а також коренем і суфіксом, поєднаними фузійно [лат. fiisio 'сплав']  - морфемні шви менш прозорі, іноді настільки, що їх важко встановити. Така тісна взаємодія морфем/ /морфів у слові/ /словоформі призводить, з одного боку, до того, що іноді важко здійснити поділ словоформи на морфи, а з другого - є причиною виникнення аломорфів однієї морфеми.

### Причини варіювань морфем
Варіювання морфеми спричинюють не лише нелінійні ( чергування), а й лінійні (усічення, накладання, інтерфіксація) зміни. Лінійні зміни відмінні від чергувань. Чергування завжди відбуваються в морфемі, яка є одиницею насамперед парадигматичною, але водночас і синтагматичною. Чергування, що відбуваються в аломорфах однієї морфеми, є явищем і парадигматичним, і синтагматичним. Лінійні зміни насамперед є явищем синтагматичним, вони відбуваються в основі - "одиниці вищого рівня" (С. Толстая), слугуючи засобом поєднання її зі словотвірним формантом або флексією.
Лінійні явища морфемного шва інтерпретуються неоднаково. Так, у різних описах наведені нижче слова//словоформи поділені по різному, що у свою чергу впливає на актуалізацію аломорфів:
єсеніана ← йесен'(ін - #)-іан-а (В. Лопатін) і йесен'і(н -#)<->іан-а (М. Кравченко);
іркутський ←іркут(с'к - #)-с'к-ий (Н. Янко-Триницька) і іркутс'к <->с'к-ий (О. Земська);